# Andrena atypica
Andrena atypica là một loài Hymenoptera trong họ Andrenidae. Loài này được Cockerell mô tả khoa học năm 1941.